# Perisomena caecigena
Perisomena caecigena är en fjärilsart som beskrevs av Kupido 1825. Perisomena caecigena ingår i släktet Perisomena och familjen påfågelsspinnare. Inga underarter finns listade i Catalogue of Life.

## Bildgalleri